# Canachus tyrrhaeus
Canachus tyrrhaeus är en insektsart som först beskrevs av John Obadiah Westwood 1859.  Canachus tyrrhaeus ingår i släktet Canachus och familjen Phasmatidae. Inga underarter finns listade.